# Wielka Słońca
Wielka Słońca (niem. Groß Schlanz) – wieś kociewska w Polsce położona w województwie pomorskim, w powiecie tczewskim, w gminie Subkowy.
W latach 1975–1998 miejscowość administracyjnie należała do województwa gdańskiego.

## O sołectwie
Sołectwo Wielka Słońca leży pomiędzy biegnącymi równolegle do siebie dwiema drogami:
Powiatową, Tczew – Walichnowy – Pelplin 
Krajową nr 1, Północ – Południe 
Nazwa należy do najstarszych na Pomorzu. W dokumentach wydanych za czasów Świętopełka oraz w przywilejach nadanych klasztorowi cystersów pelplińskich wymienia się nazwy: Słanca i Slance. Z nich to wykształciły się zarówno polska nazwa Słońca, jak i niemiecka Schlanz.
Pierwsze wzmianki o miejscowości sięgają roku 1245 i dotyczą zamku Świętopełka, który stał na wzgórzu panującym nad Wisłą, najprawdopodobniej blisko karczmy w Rybakach (w XIV w. ta warownia książęca już nie istniała). W roku 1280 Mestwin nadaje Małą i Wielką Słońcę biskupowi płockiemu. Data pierwszego wydzierżawienia Wielkiej Słońcy przez Konwent pelpliński nie jest znana. Wiadomo jednak, że w 1414 r. opat Piotr Honigfeld zmienia pierwotnie ustalone zasady dzierżawy.
Wielką Słońcę zamieszkuje ok. 240 osób, stanowiących ok. 6% całkowitej liczby populacji mieszkańców gminy. 
W celu podniesienia atrakcyjności miejscowości planowane jest zagospodarowanie centrum wsi Wielka Słońca, czyli rewitalizacja zbiornika wodnego. Realizacja tego przedsięwzięcia przyczyniłaby się nie tylko do poprawy środowiska przyrodniczego, ale również przygotowałaby sąsiadujący ze zbiornikiem teren do funkcji rekreacyjnych pod kątem organizacji imprez kulturalnych dla mieszkańców np. Dożynek, Turnieju Gmin.